# 19.ª etapa da Volta a França de 2018
A 19ª etapa da Volta a França de 2018 teve lugar a 27 de julho de 2018 entre Lourdes e Laruns sobre um percurso de 200 km.

## Classificação da etapa
| \| Classificação por etapas \| Classificação por etapas \| Classificação por etapas \| Classificação por etapas \| Classificação por etapas \| \| Ciclista \| Ciclista \| Equipe \| Tempo \| \| \| ------------------------ \| ------------------------ \| ------------------------ \| ------------------------ \| ------------------------ \| \| 1. \| Primož Roglič \| LottoNL-Jumbo \| 5h28m17s \| \| \| 2. \| Geraint Thomas \| Team Sky \| + 19s \| \| \| 3. \| Romain Bardet \| AG2R La Mondiale \| + 19s \| \| \| 4. \| Daniel Martin \| UAE Team Emirates \| + 19s \| \| \| 5. \| Rafał Majka \| Bora-Hansgrohe \| + 19s \| \| \| 6. \| Tom Dumoulin \| Team Sunweb \| + 19s \| \| \| 7. \| Mikel Landa \| Movistar Team \| + 19s \| \| \| 8. \| Chris Froome \| Team Sky \| + 19s \| \| \| 9. \| Steven Kruijswijk \| LottoNL-Jumbo \| + 31s \| \| \| 10. \| Ilnur Zakarin \| Katusha-Alpecin \| + 31s \| \| |                   |                   |          |
| |                   |                   |          |
| Fonte: ProCyclingStats |                   |                   |          |
| Classificação por etapas |                   |                   |          |
| Ciclista | Ciclista          | Equipe            | Tempo    |
| 1. | Primož Roglič     | LottoNL-Jumbo     | 5h28m17s |
| 2. | Geraint Thomas    | Team Sky          | + 19s    |
| 3. | Romain Bardet     | AG2R La Mondiale  | + 19s    |
| 4. | Daniel Martin     | UAE Team Emirates | + 19s    |
| 5. | Rafał Majka       | Bora-Hansgrohe    | + 19s    |
| 6. | Tom Dumoulin      | Team Sunweb       | + 19s    |
| 7. | Mikel Landa       | Movistar Team     | + 19s    |
| 8. | Chris Froome      | Team Sky          | + 19s    |
| 9. | Steven Kruijswijk | LottoNL-Jumbo     | + 31s    |
| 10. | Ilnur Zakarin     | Katusha-Alpecin   | + 31s    |

## Classificações ao final da etapa

### Classificação geral
| \| Classificação geral \| Classificação geral \| Classificação geral \| Classificação geral \| Classificação geral \| \| Ciclista \| Ciclista \| Equipe \| Tempo \| \| \| ------------------- \| ------------------- \| ------------------- \| ------------------- \| ------------------- \| \| 1. \| Geraint Thomas \| Team Sky \| 79h49m31s \| \| \| 2. \| Tom Dumoulin \| Team Sunweb \| + 2m05s \| \| \| 3. \| Primož Roglič \| LottoNL-Jumbo \| + 2m24s \| \| \| 4. \| Chris Froome \| Team Sky \| + 2m37s \| \| \| 5. \| Steven Kruijswijk \| LottoNL-Jumbo \| + 4m37s \| \| \| 6. \| Mikel Landa \| Movistar Team \| + 4m40s \| \| \| 7. \| Romain Bardet \| AG2R La Mondiale \| + 5m15s \| \| \| 8. \| Daniel Martin \| UAE Team Emirates \| + 6m39s \| \| \| 9. \| Nairo Quintana \| Movistar Team \| + 10m26s \| \| \| 10. \| Ilnur Zakarin \| Katusha-Alpecin \| + 11m49s \| \| |                   |                   |           |
| |                   |                   |           |
| Fonte: ProCyclingStats |                   |                   |           |
| Classificação geral |                   |                   |           |
| Ciclista | Ciclista          | Equipe            | Tempo     |
| 1. | Geraint Thomas    | Team Sky          | 79h49m31s |
| 2. | Tom Dumoulin      | Team Sunweb       | + 2m05s   |
| 3. | Primož Roglič     | LottoNL-Jumbo     | + 2m24s   |
| 4. | Chris Froome      | Team Sky          | + 2m37s   |
| 5. | Steven Kruijswijk | LottoNL-Jumbo     | + 4m37s   |
| 6. | Mikel Landa       | Movistar Team     | + 4m40s   |
| 7. | Romain Bardet     | AG2R La Mondiale  | + 5m15s   |
| 8. | Daniel Martin     | UAE Team Emirates | + 6m39s   |
| 9. | Nairo Quintana    | Movistar Team     | + 10m26s  |
| 10. | Ilnur Zakarin     | Katusha-Alpecin   | + 11m49s  |

### Classificação por pontos
| Classificação por pontos | Classificação por pontos | Classificação por pontos | Classificação por pontos | Classificação por pontos |
| Ciclista                 | Ciclista                 | Equipe                   | Pontos                   |                          |
| ------------------------ | ------------------------ | ------------------------ | ------------------------ | ------------------------ |
| 1.                       | Peter Sagan              | Bora-Hansgrohe           | 467 pts                  |                          |
| 2.                       | Alexander Kristoff       | UAE Team Emirates        | 196 pts                  |                          |
| 3.                       | Arnaud Démare            | Groupama-FDJ             | 183 pts                  |                          |
| 4.                       | John Degenkolb           | Trek-Segafredo           | 148 pts                  |                          |
| 5.                       | Julian Alaphilippe       | Quick-Step Floors        | 134 pts                  |                          |
| 6.                       | Greg Van Avermaet        | BMC Racing Team          | 134 pts                  |                          |
| 7.                       | Andrea Pasqualon         | Wanty-Groupe Gobert      | 107 pts                  |                          |
| 8.                       | Daniel Martin            | UAE Team Emirates        | 92 pts                   |                          |
| 9.                       | Geraint Thomas           | Team Sky                 | 85 pts                   |                          |
| 10.                      | Sonny Colbrelli          | Bahrain-Merida           | 82 pts                   |                          |

### Classificação da montanha
| Classificação da montanha | Classificação da montanha | Classificação da montanha | Classificação da montanha | Classificação da montanha |
| Ciclista                  | Ciclista                  | Equipe                    | Pontos                    |                           |
| ------------------------- | ------------------------- | ------------------------- | ------------------------- | ------------------------- |
| 1.                        | Julian Alaphilippe        | Quick-Step Floors         | 170 pts                   |                           |
| 2.                        | Warren Barguil            | Fortuneo-Samsic           | 91 pts                    |                           |
| 3.                        | Rafał Majka               | Bora-Hansgrohe            | 76 pts                    |                           |
| 4.                        | Geraint Thomas            | Team Sky                  | 74 pts                    |                           |
| 5.                        | Tom Dumoulin              | Team Sunweb               | 63 pts                    |                           |
| 6.                        | Primož Roglič             | LottoNL-Jumbo             | 56 pts                    |                           |
| 7.                        | Daniel Martin             | UAE Team Emirates         | 41 pts                    |                           |
| 8.                        | Nairo Quintana            | Movistar Team             | 40 pts                    |                           |
| 9.                        | Tanel Kangert             | Astana                    | 39 pts                    |                           |
| 10.                       | Steven Kruijswijk         | LottoNL-Jumbo             | 36 pts                    |                           |

### Classificação da jovens
| Classificação dos jovens | Classificação dos jovens | Classificação dos jovens  | Classificação dos jovens | Classificação dos jovens |
| Ciclista                 | Ciclista                 | Equipe                    | Tempo                    |                          |
| ------------------------ | ------------------------ | ------------------------- | ------------------------ | ------------------------ |
| 1.                       | Pierre Latour            | AG2R La Mondiale          | 80h09m52s                |                          |
| 2.                       | Egan Bernal              | Team Sky                  | + 5m47s                  |                          |
| 3.                       | Guillaume Martin         | Wanty-Groupe Gobert       | + 19m39s                 |                          |
| 4.                       | David Gaudu              | Groupama-FDJ              | + 1h06m43s               |                          |
| 5.                       | Antwan Tolhoek           | LottoNL-Jumbo             | + 1h14m41s               |                          |
| 6.                       | Daniel Felipe Martínez   | EF Education First-Drapac | + 1h16m15s               |                          |
| 7.                       | Søren Kragh Andersen     | Team Sunweb               | + 1h45m25s               |                          |
| 8.                       | Stefan Küng              | BMC Racing Team           | + 1h45m41s               |                          |
| 9.                       | Marc Soler               | Movistar Team             | + 1h56m58s               |                          |
| 10.                      | Magnus Cort              | Astana                    | + 2h06m24s               |                          |

### Classificação por equipas
| Classificação por equipes | Classificação por equipes | Classificação por equipes | Classificação por equipes |
| Equipe                    | Equipe                    | Tempo                     |                           |
| ------------------------- | ------------------------- | ------------------------- | ------------------------- |
| 1.                        | Movistar Team             | 239h56m06s                |                           |
| 2.                        | Bahrain-Merida            | + 11m19s                  |                           |
| 3.                        | Sky                       | + 36m32s                  |                           |
| 4.                        | Lotto NL-Jumbo            | + 46m55s                  |                           |
| 5.                        | Astana                    | + 1h11m43s                |                           |
| 6.                        | Team Sunweb               | + 2h02m36s                |                           |
| 7.                        | AG2R La Mondiale          | + 2h15m19s                |                           |
| 8.                        | BMC Racing Team           | + 2h36m46s                |                           |
| 9.                        | Quick-Step Floors         | + 3h03m08s                |                           |
| 10.                       | Mitchelton-Scott          | + 3h14m39s                |                           |